# Wiktor Jewdokimow
Wiktor Wasiljewicz Jewdokimow (ros. Виктор Васильевич Евдокимов, ur. 14 sierpnia?/27 sierpnia 1911 w Jekaterynodarze (obecnie Krasnodar), zm. 20 września 1945 w Białymstoku) – radziecki lotnik wojskowy, podpułkownik, Bohater Związku Radzieckiego (1944).

## Życiorys
Urodził się w rodzinie robotniczej. Skończył niepełną szkołę i fakultet robotniczy (rabfak), od dzieciństwa mieszkał w Rostowie nad Donem, gdzie od 1928 pracował w fabryce, po ukończeniu drugiego rabfaku pracował jako ślusarz i spawacz. 12 sierpnia 1934 został powołany do Armii Czerwonej, w 1937 ukończył wojskową szkołę lotniczą w Stalingradzie, służył w 4 lotniczym pułku bombowców dalekiego zasięgu w Zabajkalskim Okręgu Wojskowym (lotnisko Bada w ówczesnym obwodzie czytyjskim). W 1939 brał udział w bitwie nad rzeką Chałchin-Goł i został dowódcą klucza. Od 27 lipca 1941 uczestniczył w wojnie z Niemcami pilotując samolot DB-3A, walczył w 4 lotniczym pułku bombowców dalekiego zasięgu 42 Dywizji Lotniczej na Froncie Zachodnim i Centralnym, w sierpniu 1941 wyróżnił się podczas bombardowania wojsk niemieckiej 2 Grupy Pancernej, wykonując naloty m.in. w rejonie miast Poczep i Trubczewsk w obwodzie briańskim. 31 sierpnia 1941 został zaatakowany przez grupę niemieckich myśliwców, w walce powietrznej strącił wówczas samolot wroga, choć dwóch członków załogi jego samolotu zostało ciężko rannych. 10 września 1941 został zestrzelony, jednak zdołał dolecieć płonącą maszyną do linii frontu i nad swoim terytorium wyskoczyć wraz z załogą na spadochronach. W 1941 został członkiem WKP(b).
W marcu 1942 jego pułk został włączony do Lotnictwa Dalekiego Zasięgu i przemianowany na 4 pułk Lotnictwa Dalekiego Zasięgu, w którym Jewdokimow był dowódcą klucza, a od 1943 dowódcą eskadry. Pilotując samolot Ił-4 walczył w bitwie pod Moskwą, bitwie pod Stalingradem (gdzie wykonał 36 lotów bojowych), w bitwie pod Kurskiem (wykonując 20 lotów bojowych), brał udział w operacji smoleńskiej, białoruskiej (lato 1944), nadbałtyckiej (jesień 1944), wschodniopruskiej (zima 1945), pomorskiej (marzec 1945) i berlińskiej (wiosna 1945). Wielokrotnie wykonywał naloty na głęboki tył wroga, bombardując obiekty w Gdańsku, Tilsicie, Warszawie, Królewcu, Budapeszcie i Berlinie. W styczniu 1944 brał udział w serii ataków na centra przemysłowe w Finlandii. W 1943 został zestrzelony przez niemieckie myśliwce za linią frontu, jednak wraz z załogą zdołał wyskoczyć na spadochronie i z pomocą mieszkańców w ciągu 7 dni przejść przez linię frontu. Wykonał 270 lotów bojowych, w tym 256 nocnych. Pułk, w którym służył, został przemianowany na 6 gwardyjski pułk lotnictwa dalekiego zasięgu (w składzie 6 Gwardyjskiej Dywizji Lotnictwa Dalekiego Zasięgu 1 Gwardyjskiego Korpusu Lotnictwa Dalekiego Zasięgu). W lutym 1945 mianowano go zastępcą dowódcy 2 gwardyjskiego pułku lotnictwa bombowego w stopniu podpułkownika. Po wojnie nadal służył w lotnictwie ZSRR. Zmarł w szpitalu w Białymstoku w wyniku odniesionych obrażeń. Został pochowany w Skwerze Pamięci w Wołkowysku.

## Upamiętnienie
Na terenie fabryki w Rostowie nad Donem, w której pracował, ustawiono jego popiersie. Jego imieniem nazwano ulice w Rostowie nad Donem i w Wołkowysku.

## Odznaczenia
- Złota Gwiazda Bohatera Związku Radzieckiego (19 sierpnia 1944)
- Order Lenina (dwukrotnie, 18 września 1943 i 19 sierpnia 1944)
- Order Czerwonego Sztandaru (dwukrotnie, 11 września 1941 i 12 marca 1943)
- Order Czerwonej Gwiazdy (20 września 1945)
- Medal „Za zasługi bojowe” (3 listopada 1944)
- Medal „Za obronę Leningradu”
- Medal „Za obronę Moskwy”
- Medal „Za obronę Stalingradu”